# Soignébougou
Soignébougou è un comune rurale del Mali facente parte del circondario di Ségou, nella regione omonima.
Il comune è composto da 8 nuclei abitati:
- Banantomo
- Bounoubougoula
- Djéguè
- Dougoutiguibougou
- Fabougou
- Moribougou
- N'Djébougou
- Soignébougou